# I cacciatori di Dune
I cacciatori di Dune (Hunters of Dune) è un romanzo di fantascienza di Brian Herbert e Kevin J. Anderson, il primo del cosiddetto Dune 7, la conclusione della saga dell'Universo di Dune. Il romanzo è collocato cronologicamente dopo l'ultimo capitolo del Ciclo di Dune scritto da Frank Herbert, La rifondazione di Dune. Pubblicato per la prima volta nel 2006, in Italia è uscito nel luglio 2020.

## Sinossi
La trama del libro si concentra su tre diversi punti: il primo narra le avventure dei passeggeri della non-nave su cui sono imbarcati i fuggitivi dalla Casa Capitolare; il secondo racconta di Uxtal, creduto l'ultimo maestro Tleilax, e posto in servitù dai Volti Danzanti del Nemico; il terzo riguarda i tentativi di Murbella di unire Bene Gesserit e Matres Onorate e di preparare, quindi, le basi per affrontare un Ancient Enemy (Antico Nemico) che ha scacciato queste ultime dalla Dispersione.
Gli avvenimenti iniziano tre anni dopo la fine di La rifondazione di Dune e dopo la fusione tra Bene Gesserit e Matres Onorate ad opera di Murbella, Madre Superiora delle prime e Gran Matre Onorata delle seconde.

### La non-nave Itaca
La non-nave Ithaca in fuga dalla Casa Capitolare, dove si trovano, tra gli altri, il giovane ghola di Miles Teg già risvegliato, Sheeana, l'ultimo ghola di Duncan Idaho, alcuni giovani vermi e gli Ebrei, è dispersa nello spazio sconosciuto per via del brusco salto effettuato per far perdere le proprie tracce.
La visione dell'Oracle of Time, figura mitica dei Navigatori della Gilda Spaziale, costringe inoltre Duncan a saltare nuovamente nello spazio normale.
Due misteriosi personaggi, Daniel and Marty, menzionati anche alla fine di La rifondazione di Dune, cercano di catturare la non-nave con una rete a tachioni, ma Miles Teg riesce ad effettuare un ulteriore salto con la non-nave.
Scytale, l'ultimo maestro dei Tleilaxu rimasto, imbarcato anch'egli sulla Ithaca, porta in una capsula nullentropica nel suo corpo le cellule oltre che dei Maestri Tleilaxu, anche dei grandi personaggi dei tempi antichi (Paul Atreides, Leto Atreides, Lady Jessica, Chani Kynes, Stilgar, Leto Atreides II, Gurney Halleck, Thufir Hawat oltre che alle figure leggendarie della Jihad Butleriana come Serena Butler e Xavier Harkonnen), e sentendo avvicinarsi la fine cerca di scendere a patti con Sheeana per poter ottenere un ghola di se stesso e non disperdere la propria conoscenza. In cambio del suo ghola verrà concessa, non dopo alcune discussioni accese tra le Bene Gesserit, la creazione di alcuni dei grandi del passato.
L'intero universo ignora che nel corso degli eventi della Casa Capitolare di Dune, Scytale era stato costretto a svelare ai passeggeri della Ithaca il segreto velle vasche Axlotl ed esso veniva usato sulla "non-nave" come fonte primaria di spezia. Il Bene Gesserit dibatte ferocemente circa l'opportunità di creare ghola da una di queste figure storiche. Sheeana ritiene che possano risultare utili, mentre altre temono il ritorno di certi "errori" come Leto II. Nonostante le controversie, i ghola vengono creati un po' alla volta. A Scytale è concesso di avere il suo alla nascita dei primi.

### Tleilax
I discendenti dei Tleilaxu, tornati dalla Dispersione con nuove capacità, hanno nel frattempo conquistato le vette del potere del Bene Tleilax grazie all'aiuto delle Matres Onorate, eliminando i vecchi Maestri, e cercano ora di riprodurre su Bandalong le vasche axlotl per la produzione dei ghola e della Spezia. Khrone, il loro leader, manda Uxtal, il presunto ultimo Tleilaxu originale rimasto, a servire Hellica, una Matre Onorata rinnegata che si è eletta Madre Superiora e che si è insediata su Tleilax.
Su Tleilax, Uxtal viene costretto a creare nelle vasche axlotl la droga usata dalle Matres Onorate e un primo ghola, quello del perverso Barone Vladimir Harkonnen. Il giovane Barone si mostra subito sociopatico come l'originale. In seguito Khrone ottiene il sangue di Paul Atreides da una reliquia religiosa e costringe Uxtal a creare un ghola del Kwisatz Haderach, in modo da trasformarlo, con l'aiuto del Barone, in un'arma per Danier e Marty. In seguito giunge su Tleilax il Navigatore della Gilda Edrik per avvalersi della conoscenza di Uxtal circa le vasche axlotl; il Navigatore teme che la sua genia diverrà obsoleta quando la tecnologia di navigazione Ixian sarà disponibile. Egli cerca una fonte alternativa alla spezia per rompere il monopolio Bene Gesserit, ma anche Uxtal è convinto che il segreto sia andato perso con l'assassinio dei Maestri Tleilaxu ad opera delle Matres Onorate. Alla fine riesce ad accedere al materiale genetico del defunto Maestro Waff ed attraverso un processo accelerato crea molti (dopotutto difettosi) ghola di Waff, nella speranza di svelare il segreto per produrre il mélange nelle vasche.

### Casa Capitolare
Sulla Casa Capitolare, unico pianeta ancora in grado di produrre la Spezia, Murbella è alle prese con gli attriti tra Bene Gesserit e Matres Onorate, unite dalla Madre Superiora comune ma ancora divise nei metodi, tanto da far sfociare i dissapori anche in scontri aperti. In quel luogo, Murbella allena una squadra élite di truppe d'assalto Bene Gesserit, chiamate Valchirie, servendosi delle capacità combinate di Bene Gesserit, Matres Onorate e Maestri di Spada di Ginaz "perduti". Le sue "Valchirie" attaccano con successo le piazzeforti delle Onorate Madri ribelli su altri pianeti, e nel frattempo scoprono che alcune delle Onorate Madri sono Volti Danzanti in incognito, non smascherabili sino alla morte.

## Edizioni
- Brian Herbert, Kevin J. Anderson, Hunters of Dune, Tor Books, 2006,  pp. 528, ISBN 0-7653-1292-1.
- Brian Herbert, Kevin J. Anderson, Hunters of Dune, Hodder, 2006,  p. 625, ISBN 978-0-340-83749-8.

Edizioni in italiano
- Brian Herbert, Kevin J. Anderson, I cacciatori di Dune, traduzione di Annarita Guarnieri, Fanucci Editore, 23 luglio 2020, ISBN 978-88-34740378.